# Токуґава Йосінобу
Токуґава Йосінобу (яп. 徳川慶喜, とくがわよしのぶ; 28 жовтня 1837 — 22 листопада 1913) — 15-й сьоґун сьоґунату Едо. Період правління: 10 січня 1866 — 3 січня 1868. Повернув державну владу в Японії Імператору, ставши останнім сьоґуном в історії Японії. Після поразки у війні Босін 1868–1869 прибічників реставрації сьоґунату, полишив політику. З 1902 року був депутатом Палати перів Імперського Парламенту Японії.

## Життєпис

### Молодість
Токуґава Йосінобу народився 28 жовтня 1837 року в місті Едо. Його батько Токуґава Наріакі був володарем Міто-хану й родичем 12-го сьоґуна Токуґави Ієйосі. Його мати — Йосіко — була донькою Арісугави-но-мія Тарухіто (троюрідного брата імператора Нінко). При народженні отримав ім'я Сітіромаро.
1838 року з родиною перебирається до Міто. Після навчання у школі Кодокан в Міто, 1847 року після всиновлення став головою роду Токуґава гілки Хітоцубасі. Того ж року пройшов обряд гемпуку, отримавши ім'я Йосінобу 
У 1853—1854 роках, під час прибуття ескадри комодора США Меттью Перрі до Японії, Йосінобу був одним із претендентів на посаду 14-го сьоґуна. Його підтримувала партія реформаторів на чолі з Мацудайрою Йосінаґою. Суперником Йосінобу був представник консерватиної партії та володар Кії-хану Токуґава Йосітомі (Іємоті). Останній опирався на численних васалів сьоґунату категорії фудай. Йосінобу мав більші шанси на перемогу за титул спадкоємця, але програв. Причиною поразки було раптове призначення в 1858 році консерватора Ії Наосуке на посаду голови сьоґунатського уряду, який змусив хворого 13-го сьоґуна Токуґаву Ієсаду обрати кандидата, вигідного консервативній партії.
1858 року, після того, як Ії Наосуке без дозволу Імператора, уклав з США нерівноправний договір «про дружбу і торгівлю», Йосінобу разом із батьком Токуґавою Наріакі та володарем Оварі-хану Токуґавою Йосікацу висловили свій протест проти такого самовільного рішення. У відповідь Ії посадив їх під домашній арешт і розпочав репресії Ансей проти своїх політичних опонентів. Проте 1860 року тиранічного урядовця зарізали опозиціонери, репресії припинилися, а Йосінобу звільнили. Останній увійшов до сьоґунатського уряду і спільно з Імператорським послом Охарою Сіґетомі та володарем Сацума-хану Сімадзу Хісаміцу розпочав реформи. Того ж року після смерті батька успадкував Міто-хан.

### Сьоґунат
1863 року Йосінобу разом із головою уряду Мацудайорою Йосінаґою прибули до Імператорського двору в Кіото з метою отримати дозвіл на відкриття країни для іноземців. Через позицію радикально налаштованих придворних аристократів переговори зайшли у безвихідь і обидва урядовці були змушені повернутися до Едо. Проте після інциденту 30 серпня 1863 року радикали були вигнані зі столиці силами поміркованої партії, тому Йосінобу повторно викликали до Імператора й призначили його молодшим радником. Такі ж посади отримали Мацудайра Катаморі, Мацудайра Йосінаґа, Ямауті Тойосіґе, Дате Муненарі. Погляди Йосінобу на реформування сьоґунату відрізнялися від поглядів інших радників, тому 1864 року він склав з себе повноваження радника. Замість він отримав посаду Голови охорони Імператорського палацу, на якій проявив себе під час інциденту біля воріт Хамаґурі.
1866 року в ході невдалого другої каральної експедиції в Тьосю помер 14-й сьоґун Токуґава Іємоті. 10 січня 1867 року його заступив Йосінобу, ставши 15-м сьоґуном сьоґунату Едо. Він розпочав реформи війська на французький взірець, а також започаткував перетворення у системі управління сьоґунату. Проте часу для втілення своїх задумів Йосінобу не мав. 9 листопада 1867 року під тиском оточення він повернув державну владу в Японії Імператору. Йосінобу планував, що Імператор створить новий уряд у формі колегії різних ханів, в якій провідна роль і посада прем'єр-міністра належатиме роду Токуґава.

### Реставрація Мейдзі
Плани сьоґуна перекреслила радикальна опозиція. 3 січня 1868 вона захопила владу в Імператорському дворі, проголосила «Указ про реставрацію Імператорського правління», скасувала посади сьоґуна і сам сьоґунат. Опозиціонери сформували новий японський уряд, який позбавив Йосінобу усіх титулів і рангів, та поставив вимогу повернути до Імператорської скарбниці більшу частину володінь Токуґава. У відповідь екс-сьоґун проігнорував ці вимоги, а його прибічники спробували захопити Кіото, твердиню опозиції. В боях при Тоба і Фусімі війська нового Імператорського уряду розбили сили Йосінобу. Останній втік до Едо, резиденцію сьоґунату. Відхиливши пропозицію французького посла Мішеля Леона Роша про повторний виступ проти уряду, Йосінобу перебрався до монастиря Каней в Уено та заявив про свою капітуляцію. Після безкровного взяття замку Едо урядовими військами, на вимогу Імператора він передав головування в роді Токуґава Таясу Каменосуке і був переведений під домашній арешт в місті Сідзуока.
У 1869 його звільнили, а через 3 роки повернули частину привілеїв. 1898 року отримав титул князя.
У 1902 йому надали титул герцога, включили до складу нової японської аристократії кадзоку і дарували місце в Палаті перів Імперського Парламенту Японії. Проте після скасування сьоґунату Йосінобу втратив інтерес до політики та займався лише власними хобі: фотографією, полюванням, грою в ґо.
У 1910 склав з себе депутатство і 22 листопада 1913 помер у 76-річному віці від застуди.